# Verteuil-sur-Charente
Verteuil-sur-Charente és un municipi francès situat al departament del Charente i a la regió de la Nova Aquitània. El 2018 tenia 594 habitants.